# پارک ورزشی آدامز
پارک ورزشی آدامز (به انگلیسی: Adams Park) یک منطقهٔ مسکونی در بریتانیا است که در های ویکام واقع شده‌است.